# Karnali
Gagara, imenovana tudi Karnali (nepalščina: कर्णाली Karṇālī, hindi: घाघरा Ghāghrā) je trajna čezmejna reka, ki izvira na tibetanski planoti blizu jezera Mansarovar pod Kailašom. Prereže Himalajo v Nepalu in povezuje reko Sharda pri Brahmaghatu v Indiji. Skupaj tvorita reko Gagra, velik levi pritok Gangesa. Z dolžino 507 kilometrov je najdaljša reka v Nepalu. Skupna dolžina reke Gagara do sotočja z Gangesom pri Doriganju v Biharju je 1.080 km.  Je največji pritok reke Ganges glede na prostornino in drugi najdaljši pritok reke Ganges po dolžini za reko Jamuna .
V kitajščini se imenuje K'ung-ch'iao Ho, v nepalščini se imenuje Kauriala in Karnali. Pravijo ji tudi Gogra, Ghaghra, Ghagra ali Ghāghara. 

## Potek
Izvira na južnih pobočjih Himalaje v Tibetu, iz ledenika Mapchachungo, na nadmorski višini okoli 3962 metrov. Reka teče proti jugu skozi eno izmed najbolj odmaknjenih in najmanj raziskanih področij Nepala kot reka Karnali. 202 kilometra dolga reka Seti se priključi iz zahodnega dela povodja in povezuje reko Karnali v okrožju Doti severno od gorovja Dundras. Drug pritok je 264 kilometrov dolga reka Bheri, ki izvira v zahodnem delu Daulagirija v Himalaji in odmaka vzhodni del povodja ter se izliva v Karnali blizu Kuineghata v Surkhetu. 
Ko prereže proti jugu gorovje Siwalik, se razdeli na dva kraka Geruwa na levi in Kauriala na desni, blizu Chisapanija ter se ponovno združi južno od indijske meje in oblikuje pravo reko Gagara. Drugi pritoki z izviri v Nepalu so Zahodni Rapti, Kali (ali Mahakali) in Mali Gandak. Drug pomemben pritok Gagare v Indiji je reka Sarayu, izjemna za lokacijo Ayodhya, glavno mesto Kraljestva Dasarath. Teče jugovzhodu skozi zvezni državi Utar Pradeš in Bihar, da se pridruži Gangesu dolvodno od mesta Chhapra po poteku 1.080 kilometrov. Reka Sarayu je navedena kot sinonim za moderno reko Gagara ali kot njen pritok.
Reka Karnali razkriva najstarejši del nepalskega hribovja Sivalik. Ostanek magnetizacije meljevcev in peščenjakov v tej skupini naj bi bila sedimentacijske starosti med 16 milijonov in 5,2 milijona let. 

## Opis
Porečje Karnali leži med gorovji Daulagirija v Nepalu in Nanda Devi v Uttarakhandu v Indiji. Daulagiri II, nadmorske višine 7,751 metrov, je najvišja točka v celotnem porečju. Na severu, leži v dežni senci Himalaje. Porečje nastalo ob reki ima skupno površino povodja 127.950 kvadratnih kilometrov, od tega 45 odstotkov v Indiji. Prebivalcev je bilo v Nepalu že 4,7 milijonov (v letu 2001), kar je skoraj 250% več kot pred tremi desetletji. Povprečna gostota prebivalstva na območju porečja je bila 87 oseb / km2 (v letu 2001). Obstaja stalna rast delovno aktivnega prebivalstva v okrožjih okoli reke. Povprečna stopnja pismenosti se je povečal na 45% (leto 2001). Socialni status stalnih gospodinjstev je 31% (leto 2001). Kotlina ima skupno dolžino cestnega omrežja 2.640 kilometrov, vendar je tempo razvoja počasen. 

### Pritoki
Chhoti Gandak je se napaja iz podtalnice, ki kot meandrirajoča reka izvira v bližini Dhesopoola, okrožje Maharajganj, Utar Pradeš. Ta preteče razdaljo približno 250 km  in se izliva v Gagaro v bližini Gotanija, okrožje Siwan, Bihar. Porečje Chhoti Gandaka se nahaja med 26° 00' do 27° 20' severne zemljepisne širine in 83° 30' do 84° 15' vzhodne zemljepisne dolžine. Na desnem bregu so pritoki reke Khekhra, Hirna, Jethan, Maun, Duhari, Kanchi in Koilar; reka Khanua je levi pritok. Odvajanje Chhoti Gandaka je večinoma podrejen nadzoru dežja, in je v monsunski sezoni v času poletja zelo visoka, sicer pa  nizka. Vsakič, ko je padavin veliko, poplavlja v spodnjem toku kotline. Regija kaže površinske gorske terase in rečne dolinske terase, današnja struga z ozkimi poplavnimi ravnicami, naravnimi nasipi in naplavinami na notranji strani rečnih zavojev. Vse te geomorfološke funkcije so posledica naravne sedimentacije in sestavljene iz naplavin različnih starosti. 
Glavna pritoka reke Karnali sta: Seti in Bheri.

## Administrativna območja
V Nepalu je cona Karnali največje upravno območje s približno 13.000 km² površine. Je najbolj oddaljena regija, ki v Nepalu še ni dostopna po cesti. Njeno upravno središče je Jumla. Območje je razdeljeno na pet okrožij Dolpa, Humla, Jumla, Kalikot in Mugu. 
Cona Karnali ima najnižjo gostoto prebivalstva v Nepalu. Ni velikih naselbin na bregovih reke, ki se jo lahko prečka le bližini Chisapanija po cesti Mahendra. Ta glavna cesta je sedaj v gradnji do Jumle.
V Indiji so upravne enote v povodju Gagre: Ambedkarnagar, Azamgarh, Barabanki, Basti, Ballia, Bahraich, Deoria, Faizabad, Gonda, Gorakhpur, Sant Kabir Nagar, Jaunpur, Kheri, Lakhimpur, Sitapur v zvezni državi Utar Pradeš in okrožje Siwan v Biharju.
Pomembna mesta v Indiji so: Akabarpur, Ayodhya Faizabad, Bahraich, Barabanki, Basti, Deoria, Barhalganj, Gonda, Gorakhpur, Khaililabad, Sitapur, Siddharthnagar, Saint Kabir Nagar, Kamhariya, Rajesultanpur in Tanda v Utar Pradešu in Chapra, Siwan in Sonepur v Biharju.

## Narodni parki
Kotlina Karnali ima nekaj znanih nepalskih narodnih parkov. Zavarovano območje predstavlja skoraj 14% celotne površine porečja in vključuje štiri narodne parke, en rezervat divjine, en lovski rezervat in dva varnostna pasova. Porečje in njen vpliv na območju predstavljajo 27% celotnega zavarovanega območja, 63% narodnega parka, 25% v varovalnem pasu in 31% rezervata prosto živečih živali. Pomen nekaterih zavarovanih območij je povzet v nadaljevanju:
Narodni park Shey Phoksundo v okrožju Dolpa, ustanovljen leta 1984, se nahaja v trans-himalajski regiji na severozahodu Nepala in predstavlja ekosistem tibetanskega platoja. Park, ki zajema površino 3.555 kvadratnih kilometrov ima bogate gozdove v glavnem sestavljene iz modrega bora ( Pinus wallichiana), smreke (Picea), ciprese, topola, jelke in breze. To je habitat za ogroženega snežnega leoparda, modre ovce ( Pseudois nayaur) in številne vrste ptic, kot so himalajski fazan  (Lophophorus impejanus), krvavi fazana ( Ithaginis cruentus), fazan ( Catreus wallichii) in snežna jerebica ( Lerwa lerwa). To je budistično območje.
Narodni park Rara se nahaja v okrožju Mugu in z majhno površino v okrožju Jumla, v gorski regiji na severozahodu Nepala in je najmanjši park v velikosti 106 kvadratnih kilometrov. Obsega jezero Rara, ki največje jezero v Nepalu z velikostjo 10,8 kvadratnih kilometrov. Leži na nadmorski višini 2.990 metrov. Ovalno jezero ima maksimalno dolžino 5 km  in širino 3 kilometre. Vegetacijo parka sestavljajo iglavci kot modri bor, rododendroni ( Rhododendron), črni brin ( Juniperus indica), zahodno himalajska smreka, hrast in himalajska cipresa. Favno sestavljajo: mošusni jelen, himalajski črni medved, leopard, goral ( Naemorhedus goral), šakal ( Canis aureus), himalajska koza ( Hemitragus jemlahicus), pisana kuna - harza ( Martes flavigula), rdeči volk ( Cuon alpinus), divja svinja ( Sus scrofa), sivi langur ( Semnopithecus entellus), rezus makak ( Macaca mulatta) in vidra ( Lutra lutra). Skupine ptic vključuje vodne ptice selivke, liska (genus Fulica), Čopasti ponirek ( Podiceps cristatus) in črnovrati ponirek ( Podiceps nigricollis), rdeče-čopasta sivka ( Netta rufina), mlakarica ( Anas platyrhynchos), kreheljci ( Anas crecca), veliki žagar ( Mergus merganser), himalajska snežna kura ( Tetraogallus himalayensis) in jerebica ( Alectoris chukar).
Narodni park Bardia je največji in najbolj nemoteno zavarovano območje v regiji Tarai v nepalski Himalaji, ki zajema 968 kvadratnih kilometrov na južnih pobočjih pogorja Sivalik. Na jugu meji na reko Babai in na zahodu na reko Girwa, pritok reke Karnali. V soteski Chisapani hitro tekoča reka Karnali izhaja iz pogorja Shiwalik na široko ravnico in teče odločno skozi semi-tropsko džunglo. Park je znan po dveh čredah divjih azijskih slonov, velikem številu različnih vrst jelenov, bizonov ( Bos gaurus), nilgai (antilop) ( Boselaphus tragocamelus), himalajskih koz, serow ( Capricornis thar) in gorali. V Karnali živi ogroženi močvirski krokodil ( Crocodylus palustris), ribojedi gavijal ( Gavialis gangeticus), nekaj preostalih primerkov gangeškega delfina ( Platanista gangetica) in zlati krapovec; slednji tehtajo do 41 kg.
Druga zavarovana območja so še: Lovski rezervat Dhorpatan in ko reka prečka mejo med Nepalom in, Indijo, Zatočišče divjine Katarniaghat ( Katarniaghat Wildlife Sanctuary), del Dudhwa Tiger Reserve v Utar Pradešu v Indiji.

## Ogroženost
Karnali zagotavlja zgornjo mejo za gangeškega rečnega delfina (Platanista gangetica), enega največjih sladkovodnih sesalcev, ki jih najdemo na indijski podcelini. Veljajo za ranljivo vrsto v okviru CITES Dodatek 1 in so razvrščeni kot ogrožena vrsta po IUCNRedlist (IUCN, 2004). Rečni delfini so v Nepalu pravno zaščitene živali kot ogroženi sesalci in spadajo v seznam I. iz liste zaščite v narodnih parkih in Wildlife Conservation Act, 1973. Živeči v zgornjem toku območja, so delfini v reki Karnali še posebej ranljivi zaradi grožnje degradacije habitata. Delfini potrebujejo globoke tolmune. Pogosto pa jih v krajih, kjer so človekove dejavnosti najbolj intenzivne, lokalni prebivalci, ki živijo v spodnjem porečju Karnalija, tudi ujamejo. Reka Karnali je zadnje potencialno sposobno zatočišče delfinov v Nepalu. Delfini, ki živijo v zgornjem toku območja so izolirali od jezu Girijapur, ki se nahaja približno 16 kilometrov nižje od meje med Nepalom in Indijo. 
Visok jez je bil načrtovan že nekaj časa tik gorvodno od trenutnega (ali vsaj nedavnega) območja delfinov v reki Karnali v Nepalu. Če bi bil zgrajen, bi ta struktura skoraj zagotovo odpravila majhen obseg habitata delfinov v zadnjem delu reke in s tem potencialno vitalne populacije delfinov. Motnje in degradacija okolja, povezana z geotehničnimi študijami izvedljivosti in izgradnjo mostu cest za jezom, bi že lahko prispevala k zmanjšanju števila delfinov ali susu nad mejo med Nepalom in Indijo.  Ghaghara je najdlje v zgodnejših fazah razpon delfinov
Druga pomembna zavarovana območja in njihov biološki in verski pomen, so:
- NP Khaptad - 2,25 kvadratnih kilometrov, 1984 - hrast, jelka, iglavci, mošusni jeleni, leopard, črni medved; Ashram pozne Khaptad Baba (saga), svetišče Šive, Khaptad daha - plitvo jezero;
- HR Dhorpatan - 13,25 kvadratnih kilometrov, 1987- jelke, kobulnice, smreke, breza, brin travinje. Lovski rezervat; in
- Royal Suklaphanta - WR (1976) na Kanchanpurju - 3,05 kvadratnih kilometrov v Tarai Sal; akacija, sisso, obsežna travinja, sloni, močvirski jelen, tiger, zajec (Caprolagus hispidus), bengalska droplja ( Houbaropsis bengalensis). [13]

## Razvojni projekti

### V Nepalu
Kotlina reke Karnali je prva vzbudila zanimanje za obsežno študijo razvoja hidroelektrarn v Nepalu. Obstaja več privlačnih lokacij za pridobivanje poceni hidroenergije.
Master plan za razvoj vodnih virov Zgornje dela reke Karnali in povodja reke Mahakali (1993) je opredelil 32 potencialnih projektov hidroelektrarn v kotlini Karnali. Kljub velikim potencialom razvoja (32.000 MW), so samo 2.245 kW zmogljivosti (od osmih mikro sistemov) doslej razvili.
Glede na tempo razvoja hidroenergije v Nepalu (od 83.000 MW potenciala, je bilo le 705 MW hidroelektrarn zgrajenih po vsej državi do konca 12. nacionalnega načrta "vizija 2009 / 10-2011/12"). V kotlini Karnali je zlasti izkoriščanje celotnega potenciala vodne energije predvidena dolgotrajna realizacija. Na podlagi zadnjih podatkov o vodnih virov, načrtovanje razvoja in napredovanje projekta verjetnih hidroelektrarn, ki bi začele delovati v bazenu do leta 2025 so: West Seti HEP (750 MW); Zgornja Karnali HEP (300 MW); Bheri-Babai Multipurpose Project (48 MW); in Lohore Khola HEP (58 MW). 

## Namakanje

### Nepal
Glavns obstoječa reka se uporablja za namakanje. Tri področja, v Nepalu Tarai (pas zamočvirjenih travnikov, savan in gozdov, ki je južno od zunanjega vznožja Himalaje, hribovju Siwalik in severno od Indo-gangeške ravnice Gangesa, Brahmaputre in njihovih pritokih) in dve področji v Indiji se namakajo iz reke Karnali. V Nepalu se dve površini namakata v okrožju Bardiya, 23,2 in 183,4 kvadratnih kilometrov in ena v okrožju Kailali, 139.25 kvadratnih kilometrov. Skupna poraba vode za namakanje iz reke Karnali na teh treh področjih predstavlja zelo majhen delež obstoječih skupnih letnih rečnih tokov, in znaša povprečno na letni stopnji 54 kubičnih metrov na sekundo. To je enakovredno 3,9 % na 1.370 kubičnih metrov na sekundo, kar je letni pretok reke Karnali v Indiji. 

### Indija
V Indiji, se voda preusmeri iz reke Karnali na jez Girijapur in v namakalno mrežo Sarda Sahayak in Saryu Nahar, ki imata ena 20.000 kvadratnih kilometrov in druga 12.000 kvadratnih kilometrov. Kombinirana letna potreba po namakanju teh dveh omrežij je približno 10.000 milijonov kubičnih metrov.

## Plovnost
V preteklosti je bila reka Karnali privlačna za razvoj plovbe od indijsko-nepalske meje do izliva te reke v Ganges. Spodnji del te-reke, ki se v Indiji imenuje Gagra, je bil v preteklosti že uporabljen za vožnjo s parniki. Razen v vznožju Himalaje, kjer je večina potokov preprosto prehitra večji del leta in niso plovni, je večina reke z mirnejšim tokom plovna. Ganges, Gagra, Jamuna, Gomti, Sharda in Rapti so bile najpomembnejše plovne reke v severozahodnih provincah in državi Oudh.
Veliko trgovskih predmetov, kot so les, žitarice, sladkor, indigo, semena bombaža, mak in gorčično seme se je prevažalo z ladjami. April, maj in junij so najbolj primerni meseci in so bili zasedeni z obdobjem trgovanja. Uporabljali so različne vrste tovornih ladij, manjše znane kot palwars, medtem ko so tiste večje znan kot katris.
V drugi polovici 19. stoletja, ko je bila zgrajena železnica, se je pomen plovnih rečnih trgovskih poti zmanjšal, saj so bile železnice hitrejše in varnejše. Z izjemo vzhodnih delov Bengalije, kjer je obilica vode v naravnem kanalu dovolj velika, je še naprej zagotavljala ustrezen način prevoza blaga in ljudi, dokler do konca 19. stoletja niso železnice skoraj v celoti nadomestile plovne poti po vsej državi. 
Možnosti za nadaljnje podaljšanje plovnosti na severu je bila raziskana tudi v preteklosti. Central Water and Power Commission, Vlade Indije je izvedla raziskavo hidrografskih razmer reke Karnali od Bahramghata do sotočja z Gangesom na razdalji 446 kilometrov. Ta raziskava je bila izvedena v letih 1943-53 in naj bi preučila možnost izboljšanja in razširitve plovnosti s parniki. Te raziskave so pokazale, da je bilo le 5 plitvin pod 90 cm  pri nizki vodi med Burhajem in Bahramghatom na razdalji približno 300 kilometrov. Najmanjša globina je bila 75 cm. Te globine so na voljo brez kakršnega koli posega v reko. Ugotovljeni so bili tudi vsi drugi pogoji plovnega kanala kot širina in smer toka, itd. Nizek vodostaj v tej reki je le kratek čas. Obstaja velika potreba, da se izvede podrobna študijo o reki Karnali v smislu razvoja sodobne celinske plovne poti, ki bi uporabljala različne tehnologije za izboljšanje kanala. 